# Principauté de Lichtenberg
Pour les pays historiques d'Alsace, voir Seigneurie de Lichtenberg et Comté de Hanau-Lichtenberg.
Pour les articles homonymes, voir Lichtenberg.
1816–1834
Entités précédentes :
- Département de la Sarre
- Département de la Moselle

Entités suivantes :
- Cercle de Saint-Wendel

La principauté de Lichtenberg (en allemand : Fürstentum Lichtenberg) est une ancienne principauté allemande aujourd'hui partagée entre la Sarre et la Rhénanie-Palatinat.

## Histoire
Le 9 juin 1815, l'acte final du Congrès de Vienne attribue le département de la Sarre au royaume de Prusse mais y réserve un territoire de dix mille habitants à céder au duc de Saxe-Cobourg-Saalfeld, Ernest III.
Le premier nom donné au territoire est seigneurie de Baumholder. Par un décret du duc de Saxe-Cobourg-Saalfeld pris le 6 mars 1819, la seigneurie est renommée en principauté de Lichtenberg, d'après le nom du château de Lichtenberg (de) situé entre Baumholder et Kusel.
Le 11 septembre 1816, la possession est officialisée.
Le 20 juillet 1820, le recès général de la commission territoriale de Francfort délimite le territoire cédé au duc de Saxe-Cobourg-Saalfeld.
Le 31 mai 1834, par le traité de Berlin, le duc de Saxe-Cobourg et Gotha cède la principauté au roi de Prusse.
Le 8 juin 1834, le traité est ratifié par le duc de Saxe-Cobourg ; et, le 26 juin 1834, par le roi de Prusse.
Le 12 juillet 1834, les ratifications sont échangées à Berlin.
Le 15 août 1834, le roi de Prusse, Frédéric-Guillaume, prend possession de la principauté.
En 1920, la partie méridionale du cercle de Saint-Wendel est incorporée au Territoire du Bassin de la Sarre. Sa partie septentrionale (Restkreis Sainkt Wendel-Baumholder) reste un cercle de l'État libre de Prusse relevant du district de Trèves ; puis, le 1er avril 1937, est incorporé au cercle de Birkenfeld.

## Territoire
Aux termes de l'article 28 du recès général du 20 juillet 1820, la principauté recouvrait :
- Le canton de Grumbach, à l'exception des communes de Baerenbach, Becherbach, Otzweiler, Hoppstädten, Saint-Julian et Eschenau ;
- Le canton de Baumholder, à l'exception de Nohen, Nohefelden, Gimbweiler et Wolfersweiler ;
- Le canton de Saint-Wendel, à l'exception des communes de Bubach, Saal, Niederkirchen, Marth, Hoff, Osterbrucken, Hasborn, Dantweiler, Theleg, Asweiler, Eizweiler, Hirstein, Beichweiler et Mosberg, Seinberg et Deckenhard, Wallhausen et Schwarzhog et Imsbach ;
- Du canton de Kusel, les communes de Burg Lichtenberg, Thallichtenberg, Buthweiler, Pfeffelbach, Beichweiler et Schwarzerden ;
- Du Canton de Tholey, les communes de Namborn, Gnidesweiler, Gronig, Offenbach avec Oberthal, Immweiler, Elmeren, Bliesen, Niederhofen, Winterbach, Alzweiler et Marpingen ;
- Du canton d'Ottweiler, les communes de Werschweiler et Doerrenbach, la métairie de Werthshausen, ainsi que les communes de Steinbach. Niederliuxweiler, Mainzweiler et Urexweiler.

Ce territoire comprend aujourd'hui :
- En Sarre :
  - Dans le cercle ou arrondissement de Saint-Wendel (Landkreis Sankt Wendel) :
    - La ville de Saint-Wendel (Sankt Wendel), sans Bubach, Hoof, Marth, Niederkirchen, Osterbrücken et Saal ;
    - La commune de Freisen, sans Asweiler et Eitzweiler ;
    - La commune de Marpingen, sans Berschweiler ;
    - La commune de Namborn, sans Hirstein ;
    - La commune d'Oberthal, sans Steinberg-Deckenhardt ;

  - Dans le cercle ou arrondissement de Neunkirchen (Landkreis Neunkirchen) :
    - De la ville d'Ottweiler, le quartier de Fürth avec Wetschhausen, Mainzweiler et Steinbach ;
- En Rhénanie-Palatinat :
  - Dans le cercle ou arrondissement de Birkenfeld (Landkreis Birkenfeld) :
    - La Verbandsgemeinde Baumholder ;
    - De la ville d'Idar-Oberstein, les quartiers de Hammerstein, Kirchen-, Mittel- und Nahbollenbach ainsi que Weierbach ;
    - De la Verbandsgemeinde Herrstein, les communes de Dickesbach, Mittelreidenbach, Oberreidenbach, Schmidthachenbach, Sien (avec Sienerhöfe) et Sienhachenbach ;

  - Dans le cercle ou arrondissement de Kusel (Landkreis Kusel) :
    - De la Verbandsgemeinde Kusel, les communes de Pfeffelbach, Reichweiler, Ruthweiler et Thallichtenberg (avec Burglichtenberg) ;
    - De la Verbandsgemeinde Lauterecken, les communes de Buborn, Deimberg, Grumbach, Hausweiler, Herren-Sulzbach, Homberg (bei Lauterecken), Kappeln (bei Lauterecken), Kirrweiler (bei Lauterecken), Langweiler (bei Lauterecken), Merzweiler, Niederalben, Unterjeckenbach et Wiesweiler ainsi qu'Offenbach-Hundheim de la commune d'Offenbach et Glanbrücken de la commune de Niedereisenbach.